# آنه فرانک به خاطر داشت
آنه فرانک به خاطر داشت (انگلیسی: Anne Frank Remembered) فیلمی مستند به کارگردانی جان بلر است که در سال ۱۹۹۵ منتشر شد. این فیلم در مورد زندگی آنه فرانک است و برنده جوایزی همچون جایزه اسکار بهترین فیلم مستند شده است.